# دانييل لارسون
دانييل لارسون (بالسويدية: Daniel Larsson)‏ (و. 1987  م) هو لاعب كرة قدم، من السويد، ولد في غوتنبرغ، يلعب كلاعب وسط.

## روابط خارجية
- دانييل لارسون على موقع اتحاد السويد (السويدية)
- دانييل لارسون على موقع اتحاد تركيا (لاعب) (الإنجليزية)
- دانييل لارسون على موقع قاعدة بيانات كرة القدم.إي يو (الإنجليزية)
- دانييل لارسون على موقع ناشيونال فوتبول تيمز (الإنجليزية)
- دانييل لارسون على موقع Soccerway.com (الإنجليزية)
- دانييل لارسون على موقع عالم كرة القدم.نت (الإنجليزية)
- دانييل لارسون على موقع AS.com (الإسبانية)